# Coreana sixtina
Coreana sixtina är en fjärilsart som beskrevs av Felix Bryk 1946. Coreana sixtina ingår i släktet Coreana och familjen juvelvingar. Inga underarter finns listade i Catalogue of Life.